# Secamone
Secamone je biljni rod iz porodice zimzelenovki, dio potporodice Secamonoideae.. Sastoji se od 130 vrsta (penjačice i lijane) u suptropskom i tropskom Starom svijetu (bez Europe) te u Australiji. Preko polovice vrsta (70) je sa  Madagaskara.

## Vrste
1. Secamone africana (Oliv.) Bullock
2. Secamone afzelii (Roem. & Schult.) K.Schum.
3. Secamone alba Jum. & H.Perrier
4. Secamone alpini Schult.
5. Secamone andamanica Goel & Vasudeva Rao
6. Secamone angustifolioides Choux
7. Secamone ankarensis (Jum. & H.Perrier) Klack.
8. Secamone astephana Choux
9. Secamone attenuifolia Goyder
10. Secamone auriculata Blume
11. Secamone australis Klack.
12. Secamone axillaris Klack.
13. Secamone badia Klack.
14. Secamone bemarahensis Klack.
15. Secamone betamponensis Choux
16. Secamone bicolor Decne.
17. Secamone bifida Klack.
18. Secamone bosseri Klack.
19. Secamone brachystigma Jum. & H.Perrier
20. Secamone brevicoronata Klack.
21. Secamone brevipes (Benth.) Klack.
22. Secamone buxifolia Decne.
23. Secamone capitata Klack.
24. Secamone castanea Klack.
25. Secamone celebica Klack.
26. Secamone chouxii Klack.
27. Secamone clavistyla T.Harris & Goyder
28. Secamone cloiselii Choux
29. Secamone coronata Klack.
30. Secamone cristata Jum. & H.Perrier
31. Secamone cuneifolia Bruyns
32. Secamone curtisii (King & Gamble) Klack.
33. Secamone delagoensis Schltr.
34. Secamone dequairei Klack.
35. Secamone dewevrei De Wild.
36. Secamone dictyoneura Klack.
37. Secamone dilapidans F.Friedmann
38. Secamone discolor K.Schum. & Vatke
39. Secamone dolichorhachys K.Schum.
40. Secamone drepanoloba Klack.
41. Secamone ecoronata Klack.
42. Secamone elegans Klack.
43. Secamone elliotii K.Schum.
44. Secamone elliptica R.Br.
45. Secamone emetica (Retz.) R.Br. ex Sm.
46. Secamone erythradenia K.Schum.
47. Secamone falcata Klack.
48. Secamone filiformis (L.f.) J.H.Ross
49. Secamone furcata Klack.
50. Secamone galinae Klack.
51. Secamone geayi Costantin & Gallaud
52. Secamone gerrardii Harv. ex Benth. & Hook.f.
53. Secamone glaberrima K.Schum.
54. Secamone glabra Klack.
55. Secamone glabrescens (M.R.Hend.) Klack.
56. Secamone goyderi Klack.
57. Secamone gracilis N.E.Br.
58. Secamone grandiflora Klack.
59. Secamone griffithii (Decne.) Klack.
60. Secamone humbertii Choux
61. Secamone insularis Miq.
62. Secamone jongkindii Klack.
63. Secamone kjellbergii Klack.
64. Secamone kunstleri Klack.
65. Secamone laevis Klack.
66. Secamone lagenifera (Kerr) Klack.
67. Secamone lankawiensis (King & Gamble) Klack.
68. Secamone laxa Klack.
69. Secamone lenticellata Klack.
70. Secamone leonensis (Scott Elliot) N.E.Br.
71. Secamone letouzeana (H.Huber) Klack.
72. Secamone ligustrifolia Decne.
73. Secamone linearifolia Klack.
74. Secamone linearis Klack.
75. Secamone lineata Blume
76. Secamone longituba Klack.
77. Secamone maritima Blume
78. Secamone marsupiata Klack.
79. Secamone minutiflora Tsiang
80. Secamone minutifolia Choux
81. Secamone nervosa Klack.
82. Secamone obovata Decne.
83. Secamone oleifolia Decne.
84. Secamone pachyphylla Jum. & H.Perrier
85. Secamone pachystigma Jum. & H.Perrier
86. Secamone parviflora Klack.
87. Secamone pedicellaris Klack.
88. Secamone penangiana (King & Gamble) Klack.
89. Secamone perrieri Choux
90. Secamone pinnata Choux
91. Secamone polyantha Choux
92. Secamone pulchra Klack.
93. Secamone punctulata Decne.
94. Secamone racemosa (Benth.) Klack.
95. Secamone reticulata Klack.
96. Secamone retusa N.E.Br.
97. Secamone rhopalophora (Backer) Klack.
98. Secamone rodriguesiana F.Friedmann
99. Secamone rubra Klack.
100. Secamone schatzii Klack.
101. Secamone schimperiana (Hemsl.) Klack.
102. Secamone schinziana Schltr.
103. Secamone schweinfurthii K.Schum.
104. Secamone scortechinii (King & Gamble) Klack.
105. Secamone siamensis (Schltr.) Klack.
106. Secamone socotrana Balf.f.
107. Secamone sparsiflora Klack.
108. Secamone spirei (Costantin) Klack.
109. Secamone stuhlmannii K.Schum.
110. Secamone sulfurea (Jum. & H.Perrier) Klack.
111. Secamone sumatrana Klack.
112. Secamone supranervis Klack.
113. Secamone tenuifolia Decne.
114. Secamone thouarsii Decne.
115. Secamone timorensis Decne.
116. Secamone toxocarpoides Choux
117. Secamone trichostemon Klack.
118. Secamone triflora Klack.
119. Secamone tsingycola Klack.
120. Secamone tuberculata Klack.
121. Secamone unciformis Klack.
122. Secamone uncinata Choux
123. Secamone uniflora Decne.
124. Secamone urceolata Klack.
125. Secamone urdanetensis Elmer ex Tsiang
126. Secamone valvata Klack.
127. Secamone varia Klack.
128. Secamone variicolor Klack.
129. Secamone venosa Klack.
130. Secamone volubilis (Lam.) Marais